# 척도인자
물리우주론에서 척도인자(尺度因子, 영어: scale factor 스케일 팩터[*])는 우주의 상대적인 크기를 나타내는, 시간에 대한 함수다. 프리드만-르메트르-로버트슨-워커 계량을 다룰 때 등장한다.

## 정의
척도인자는 고유 거리(영어: proper distance)와 공변 거리(영어: comoving distance)의 비다. 즉, 두 점 사이의 고유 거리가 {\displaystyle d(t)}, 공변 거리가 {\displaystyle d_{0}}라면
{\displaystyle d(t)=d_{0}a(t)}
이다. (공변 거리는 어떤 주어진 기준 시점에서의 거리이고, 고유 거리는 실제 관측자가 측정하는 거리다.)
공변 거리의 단위에 따라, 척도인자는 거리의 단위를 가지거나 무차원수다. 만약 무차원 척도인자를 사용할 경우, 통상적으로 오늘날의 척도인자를 1로 잡는다.
{\displaystyle a(t_{0})=1}
여기서 {\displaystyle t_{0}}은 현재 우주의 나이, 즉 {\displaystyle 13.7\pm 0.2\times 10^{9}}년이다. (즉, 공변 거리를 현재 우주의 고유 거리로 정의한다.)

## 다른 물리량과의 관계
허블 상수는 척도인자의 시간에 따른 상대적 변화율이다. 즉, 다음과 같다.
{\displaystyle H(t)={\dot {a}}(t)/a(t)}
급팽창 이론에서는 다음과 같은 느리게 구르기 매개변수(영어: slow-roll parameter)들을 정의한다.
{\displaystyle \epsilon =-{\dot {H}}/H^{2}}
{\displaystyle \eta =-{\frac {\ddot {H}}{{\dot {H}}H}}}
프리드만-르메트르-로버트슨-워커 계량의 경우, 적색편이 {\displaystyle z}는 척도인자와 다음과 같은 관계를 가진다.
{\displaystyle a=1/(1+z)}
등각시간(conformal time) {\displaystyle \tau }는 다음과 같다.
{\displaystyle \tau =\int {\frac {dt}{a(t)}}}
여기서 {\displaystyle t}는 물리적 시간이다.

## 같이 보기
- 우주론 원리
- ΛCDM 모형
- 적색편이